# Bangladés en los Juegos Paralímpicos de París 2024
Bangladés estuvo representado en los Juegos Paralímpicos de París 2024 por dos deportistas, un hombre y una mujer. El equipo paralímpico bangladesí no obtuvo ninguna medalla en estos Juegos.